# Fukuoka (cidade)
Fukuoka (福岡市 Fukuoka-shi) é a capital da Prefeitura de Fukuoka, está situada na costa norte da ilha Japonesa de Kyushu. É a cidade mais populosa da ilha, seguida de Kitakyushu. A cidade foi designada em 1 de abril de 1972, por decreto governamental.
Desde 2015, Fukuoka é a sexta maior cidade do Japão, tendo ultrapassado Kobe.

## Pré-história
Contatos entre o continente e a área norte de Kyushu datam do Período Paleolítico. As principais teorias dizem que ondas de imigrantes chegaram a região vindas do Continente Asiático. Muitos Kofun existem.

## História
Fukuoka era chamada às vezes de Porto de Dazaifu (大宰府, 15 km ao sudeste de Fukuoka). Dazaifu era uma capital administrativa em 663 d.C, mas um historiador propôs que havia uma capital pré-histórica na área. Textos antigos, como o Kojiki, Kanyen (encontrado em Dazaifu) e vestígios arqueológicos confirmam a região como uma lugar muito importante para a fundação do Japão. Alguns estudiosos alegam que a área foi o primeiro lugar em que estrangeiros e a Casa Imperial do Japão pisaram, mas como muitas teorias antigas sobre a origem do Japão, esta permanece contestada. Fukuoka é às vezes referida como Hakata, o distrito central da cidade.
No ano 923, o Santuário Hakozaki em Fukuoka foi transferido do Santuário Daibu em Daibu (大分, 16 km ao nordeste de Dazaifu) a origem do Santuário Usa e estabelecido como uma filial do Santuário Usa em Fukuoka. Em Ooho (大保, 15 km ao sul de Dazaifu), há vestígios de um grande escritório com um templo, porque no antigo Leste Asiático, um imperador deveria ter três grandes ministérios. De fato, há um registro na literatura Chinesa de que um rei do Japão enviou uma carta em 478 para pedir ao imperador Chinês a aprovação para empregar três ministros. Além disso, vestígios da Korokan (鴻臚館, Casa de Hóspedes do Governo) foi encontrado por baixo das ruínas do Castelo de Fukuoka.

### Invasões Mongóis (1274-1281)

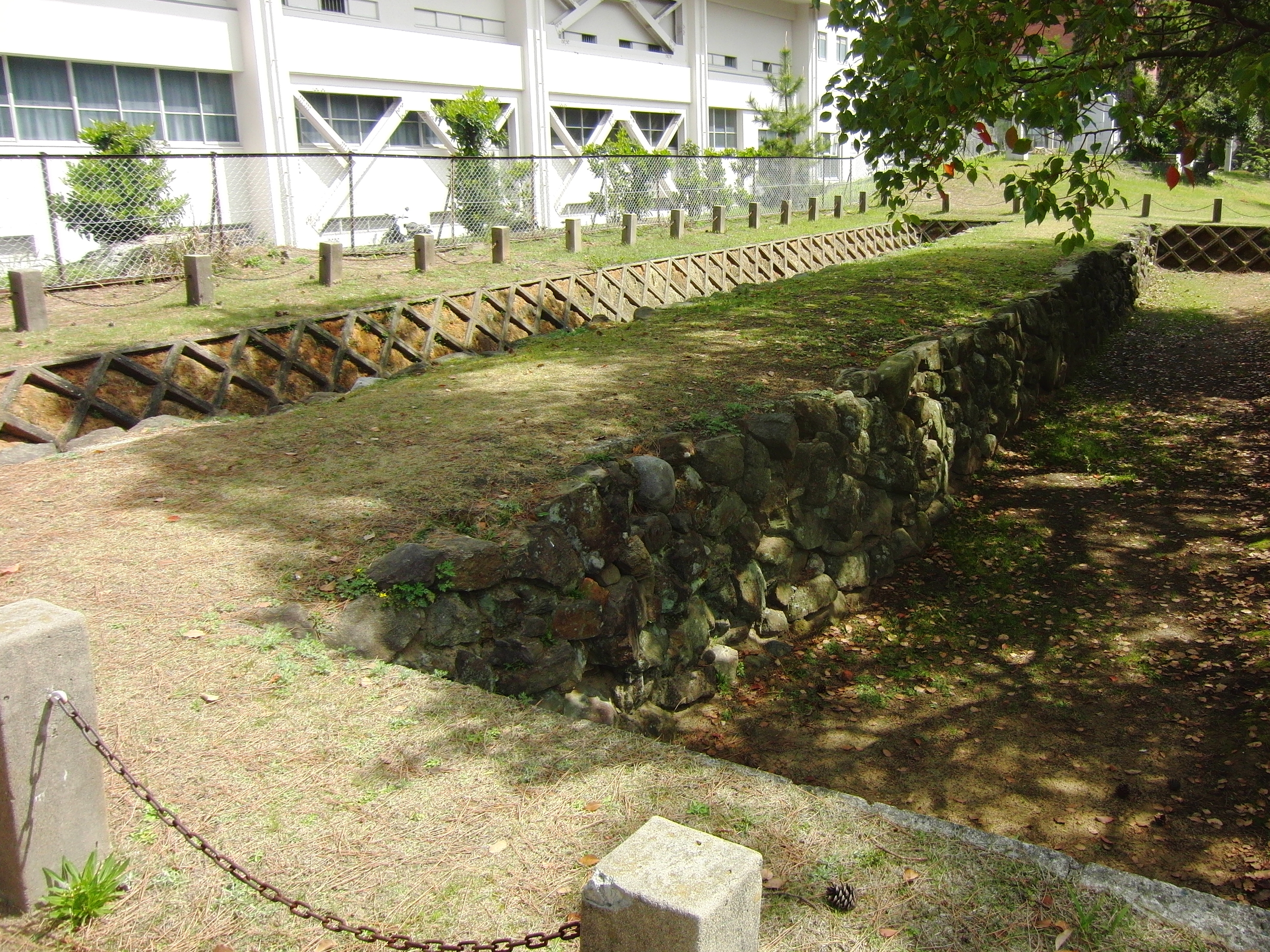
Uma parede de pedra defensiva, a Genko Borui, em Hakata, Fukuoka.

Kublai Khan do Império Mongol começou a ter sua atenção voltada ao Japão em 1268, exercendo uma nova pressão externa sobre a região com a qual não teve experiência. Primeiro, Kublai Khan enviou uma emissário ao Japão para fazer o Xogunato estar ciente de sua suserania. O Xogunato Kamakura recusou. Os Mongóis continuaram enviando emissários, mas não tiveram sucesso.
Em 1274, Kublai Khan organizou uma invasão da parte de norte de Kyushu com uma frota de 900 embarcações e 33.000 tropas, incluindo homens de Goryeo na Península Coreana. Esta invasão inicial foi compromissada por uma combinação de incompetência e tempestades severas. Depois da tentativa de invasão de 1274, os samurais japoneses construíram uma barreira de pedra de 20 km de comprimento ao redor da costa da Baía de Hakata onde hoje é a cidade de Fukuoka. O muro tinha entre 2 e 3 metros de altura e uma base no subsolo de 3 metros, sendo construído entre 1276 e 1277. Foi escavado na década de 1930.
Kublai enviou outro emissário ao Japão em 1279. Naquela época, Hōjō Tokimune do clã Hōjō era o Oitavo Regente. Não apenas ele recusou a oferta, mas também decapitou os cinco emissários Mongóis após convocá-los a Kamakura, seus túmulos ainda existem na cidade. Enfurecido, Kublai Khan organizou outro ataque a Fukuoka em 1281. mobilizando 140.000 soldados e 4000 embarcações. Os defensores Japoneses, por volta de 40.000, não eram páreos para os Mongóis e a força de invasão chegou a Daizafu, 15 km ao sul de Fukuoka. Entretanto, os Japoneses foram ajudados pelo mau tempo, um tufão que atingiu em cheio as tropas Mongóis, encerrando a invasão.
Foi este tufão que foi chamado de kamikaze (Vento Divino), e foi a origem do termo Kamikaze usado para indicar os ataques suicidas cometidos por aviadores militares do Império do Japão contra as embarcações Aliadas durante a Segunda Guerra Mundial.

### Formação da cidade moderna

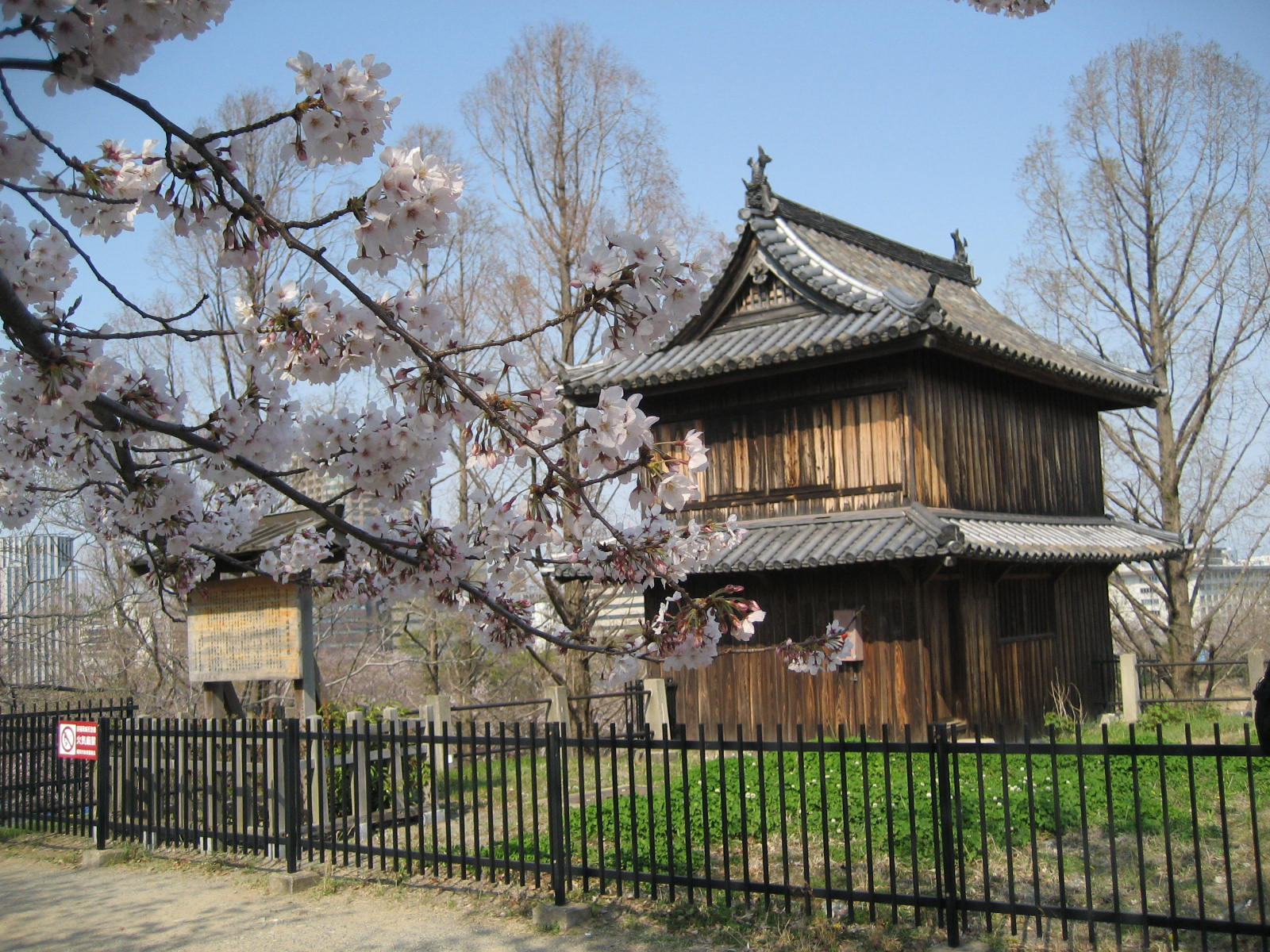
Castelo de Fukuoka.

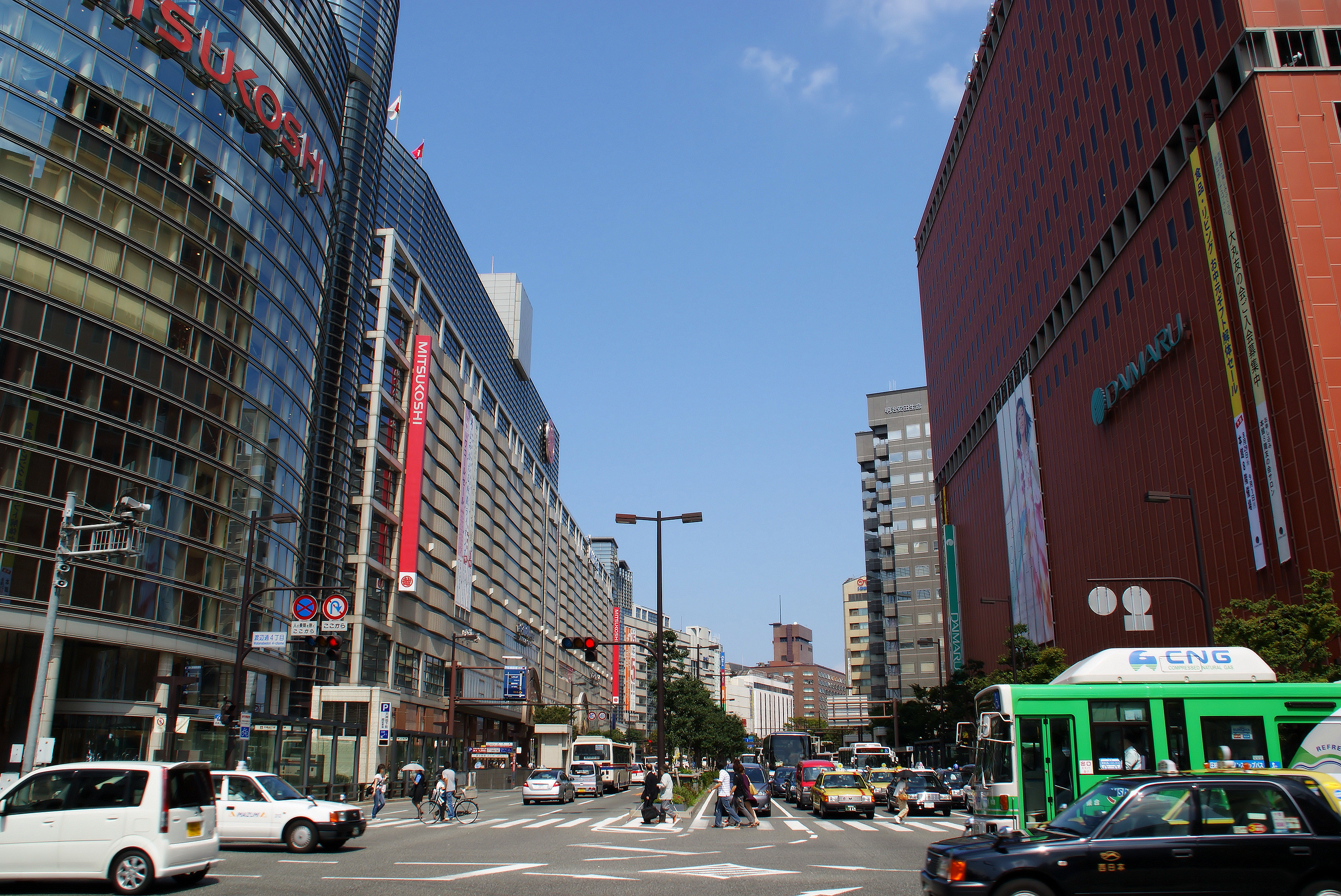
A área de Tenjin

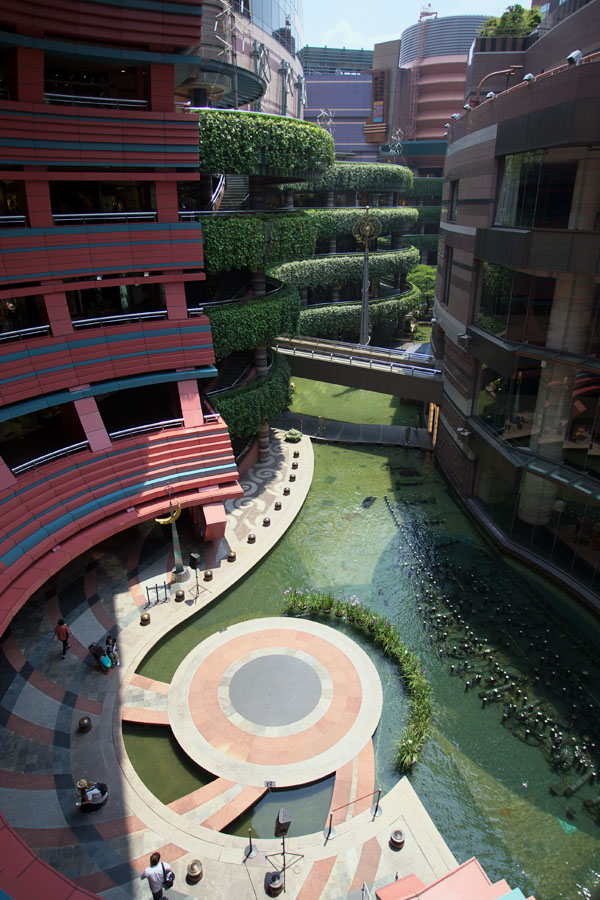
Canal de Hakata

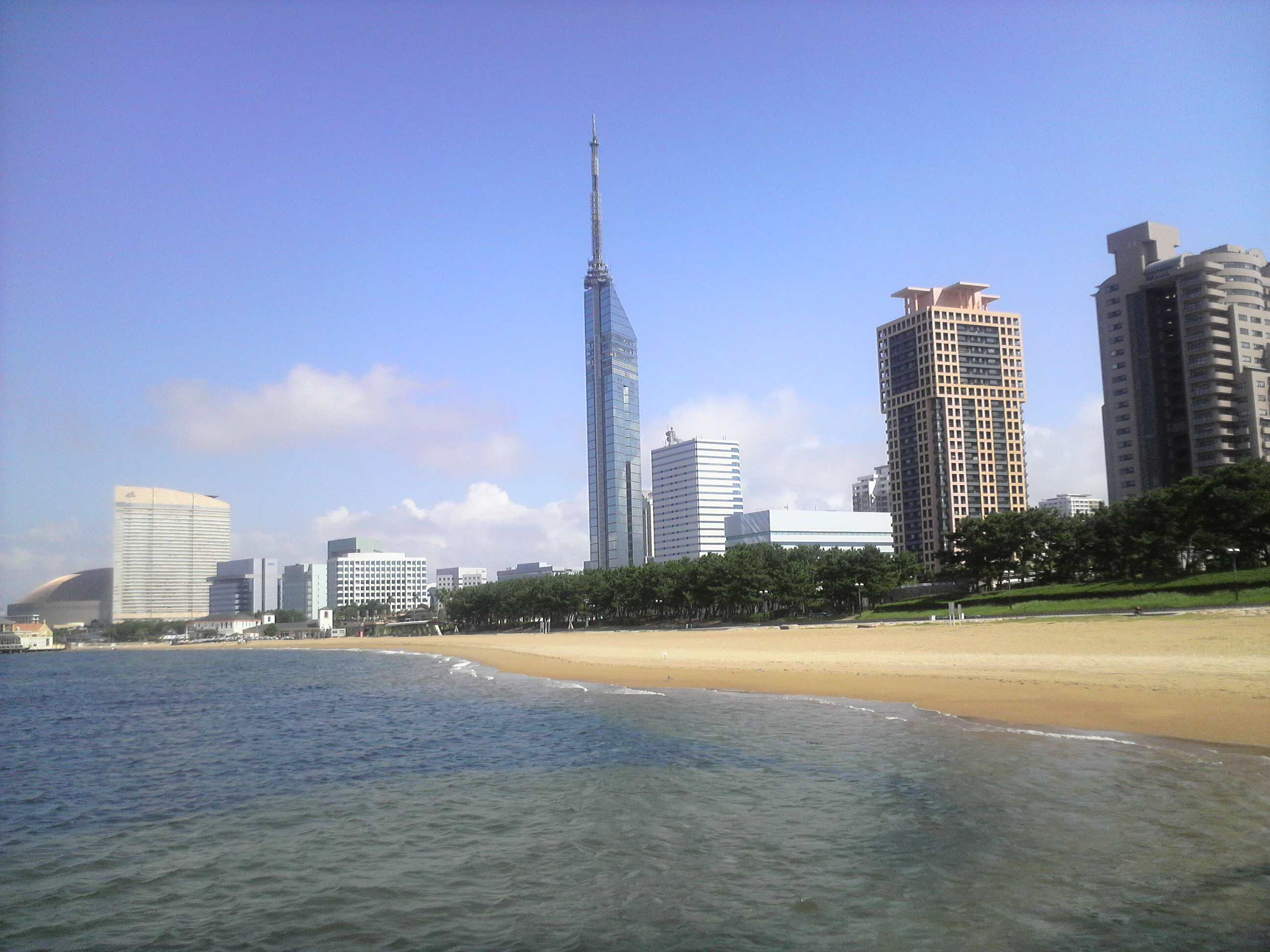
A Torre de Fukuoka

Fukuoka era anteriormente a residência do daimyo poderoso de Chikuzen, e fazia uma parte conspícua na história medieval de Japão; o templo renovado de Ieyasu no distrito foi destruído pelo fogo durante a volta de 1868, (da enciclopédia Britannica de 1911)
A cidade foi fundada em 10 de abril de 1889 com a junção das cidades de Hakata e Fukuoka. A área de Hakata era e remanesce a área de negócio principal. Historicamente Hakata era o distrito portuário e mercante, e como tal mais associado com a cultura da área. Por outro lado, o nome de Fukuoka foi usado desde Kuroda Nagamasa, que era o primeiro daimyo de Chikushi (Chikuzen), nomeado lhe após seu nascimento na província de Okayama. A área de Fukuoka era região de residência aos muitos samurai e é a área de comércio principal hoje. Quando as duas áreas de Hakata e de Fukuoka decidiram se fundir uma reunião foi realizada para decidir o nome para a cidade nova. Hakata foi escolhido mas um grupo do samurai deixou de participar da reunião e forçou a escolha de Fukuoka como o nome para as cidades fundidas. Por esta razão e para o fato que o aeroporto e a estação principal, estação de Hakata, estão em Hakata, a cidade é consultada frequentemente como a Hakata.
Quando as duas cidades se fundiram em 1889 o nome Fukuoka foi escolhido por representar ambos os locais. Entretanto, o nome antigo vive ainda sobre como o nome de uma área da cidade, assim como a estação de trem principal que serve à cidade, estação de Hakata. A estação é o término da linha Sanyo Shinkansen e início da linha Kyūshū Shinkansen, aberta em Março de 2011, que liga Fukuoka ao sul da ilha e às cidades de Kumamoto e Kagoshima.

### Século XX
- 1903: Faculdade de Medicina de Fukuoka, um campus associado com a Universidade Imperial de Kyoto, é fundado. Em 1911, a faculdade é renomeada como Universidade Imperial de Kyushu e estabelecida como uma entidade separada.
- 1910: Tem início o serviço de bonde de Fukuoka. (O serviço funcionou até 1979.)
- 1929: Voos começam na rota Fukuoka-Osaka-Tokyo.
- 1945: Bombardeamentos de saturação de cidades Japonesas começa em Honshu, com Fukuoka também sendo um dos alvos.[12]
- 1947: Primeira Maratona de Fukuoka.
- 1951: É aberto o Aeroporto de Fukuoka.[13]
- 1953: É aberto o Zoológico de Fukuoka.
- 1975: Fukuoka absorve a cidade de Sawara.
- 1981: Tem início o serviço de metrô.
- 1989: Exposição Asiática-Pacífico acontece.[14]

### Século XXI

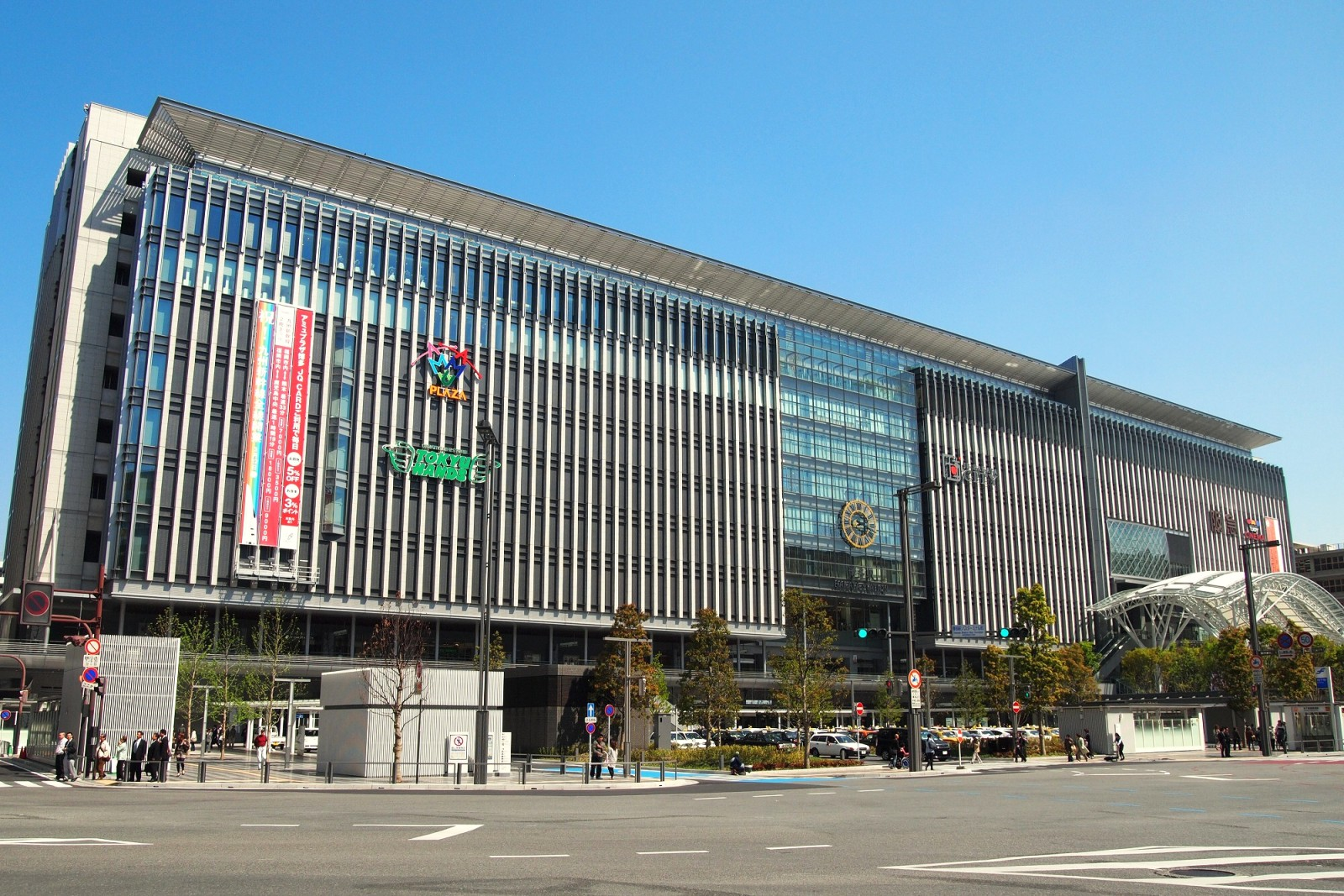
A Estação de Hakata da JR Kyushu

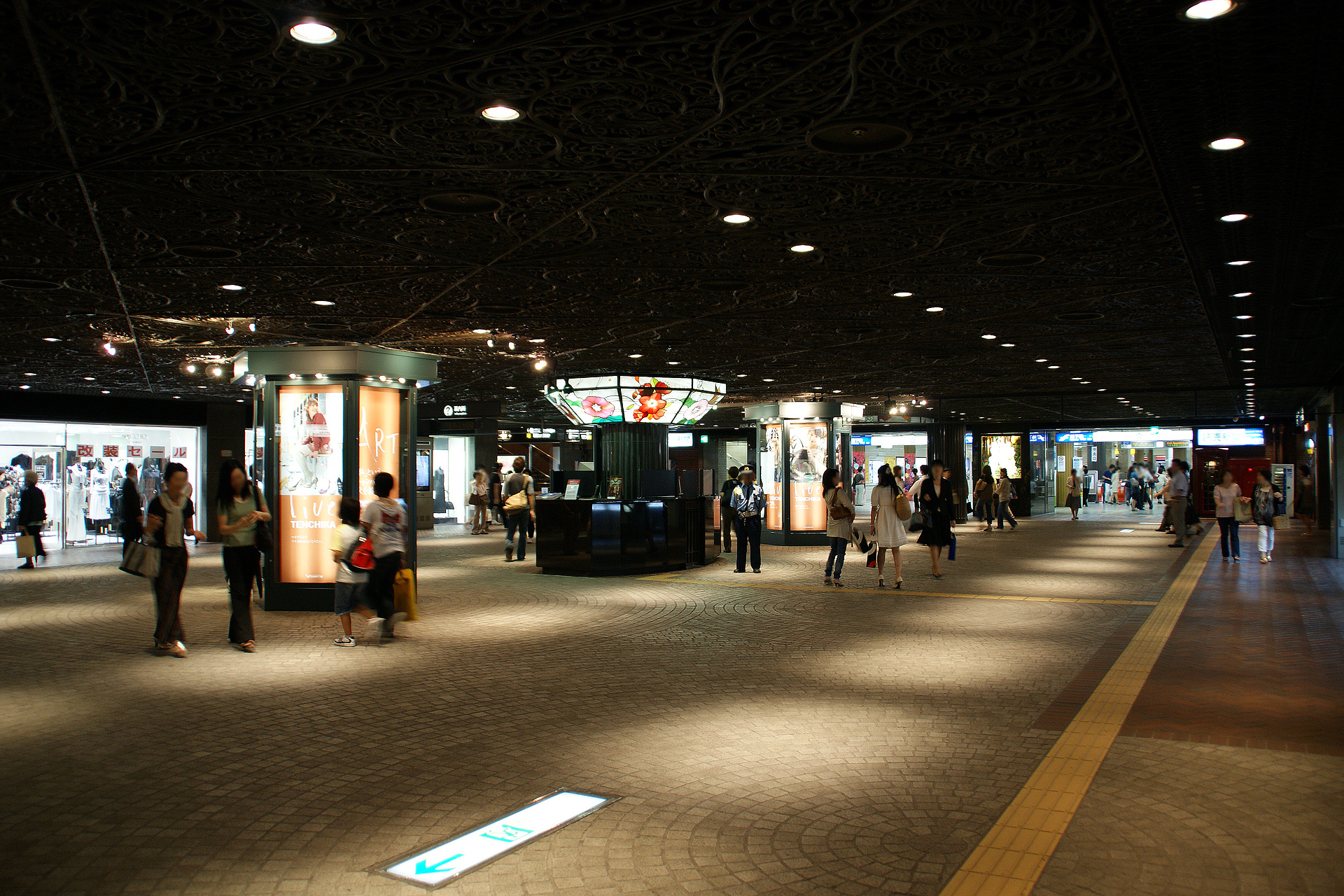
Cidade Subterrânea de Tenjin

- 2005: A Linha Nanakuma do metrô de Fukuoka inicia as operações.
- 2014: Fukuoka é selecionada como Zona Nacional Estratégica para "startups globais e criação de emprego" pelo governo Japonês.[15]

## Geografia
Fukuoka é cercada por três lados por montanhas e se abre, ao norte, para o Mar de Genkai.
Está localizada a 1,100 km de Tóquio.

### Clima
Fukuoka possui um clima subtropical úmido (Köppen: Cfa), tendo verão quentes e úmidos e invernos relativamente suaves. A cidade também vê uma média de 1.600 mm de precipitação por ano, com chuva intensa entre os meses de junho e setembro. Junto com a maior parte da prefeitura, Fukuoka tem um clima moderado com uma temperatura média anual de 16.3 °C, uma umidade média de 70% e 1.811 horas de luz do sol anuais. Cerca de 40% do ano é nublado.
As temperaturas no inverno raramente caem abaixo de 0 °C e raramente neva, embora a chuva leve caia na maioria dos dias, se não tão consistente quanto no lado do Mar do Japão de Honshu. As primaveras são mornas e ensolaradas, com cerejeiras florescendo no final de março e início de abril. A temporada de chuva (tsuyu) dura aproximadamente seis semanas entre junho e julho, durante esta época a umidade é muito alta e as temperaturas ficam entre 25 °C e 30 °C. No verão as temperaturas podem atingir os 37 °C. O outono é geralmente considerado a melhor época de Fukuoka, é ameno e seco, ainda que a temporada de tufões acontece entre agosto e setembro.
| Dados climáticos para Fukuoka, Fukuoka (1981–2010) | Dados climáticos para Fukuoka, Fukuoka (1981–2010) | Dados climáticos para Fukuoka, Fukuoka (1981–2010) | Dados climáticos para Fukuoka, Fukuoka (1981–2010) | Dados climáticos para Fukuoka, Fukuoka (1981–2010) | Dados climáticos para Fukuoka, Fukuoka (1981–2010) | Dados climáticos para Fukuoka, Fukuoka (1981–2010) | Dados climáticos para Fukuoka, Fukuoka (1981–2010) | Dados climáticos para Fukuoka, Fukuoka (1981–2010) | Dados climáticos para Fukuoka, Fukuoka (1981–2010) | Dados climáticos para Fukuoka, Fukuoka (1981–2010) | Dados climáticos para Fukuoka, Fukuoka (1981–2010) | Dados climáticos para Fukuoka, Fukuoka (1981–2010) | Dados climáticos para Fukuoka, Fukuoka (1981–2010) |
| Mês                                                | Jan                                                | Fev                                                | Mar                                                | Abr                                                | Mai                                                | Jun                                                | Jul                                                | Ago                                                | Set                                                | Out                                                | Nov                                                | Dez                                                | Ano                                                |
| -------------------------------------------------- | -------------------------------------------------- | -------------------------------------------------- | -------------------------------------------------- | -------------------------------------------------- | -------------------------------------------------- | -------------------------------------------------- | -------------------------------------------------- | -------------------------------------------------- | -------------------------------------------------- | -------------------------------------------------- | -------------------------------------------------- | -------------------------------------------------- | -------------------------------------------------- |
| Recorde alta °C (°F)                               | 21.5 (70.7)                                        | 24.3 (75.7)                                        | 26.3 (79.3)                                        | 30.1 (86.2)                                        | 32.3 (90.1)                                        | 37.3 (99.1)                                        | 37.3 (99.1)                                        | 37.9 (100.2)                                       | 36.5 (97.7)                                        | 33.3 (91.9)                                        | 28.2 (82.8)                                        | 23.5 (74.3)                                        | 37.9 (100.2)                                       |
| Média alta °C (°F)                                 | 9.9 (49.8)                                         | 11.1 (52)                                          | 14.4 (57.9)                                        | 19.5 (67.1)                                        | 23.7 (74.7)                                        | 26.9 (80.4)                                        | 30.9 (87.6)                                        | 32.1 (89.8)                                        | 28.3 (82.9)                                        | 23.4 (74.1)                                        | 17.8 (64)                                          | 12.6 (54.7)                                        | 20.9 (69.6)                                        |
| Média diária °C (°F)                               | 6.6 (43.9)                                         | 7.4 (45.3)                                         | 10.4 (50.7)                                        | 15.1 (59.2)                                        | 19.4 (66.9)                                        | 23.0 (73.4)                                        | 27.2 (81)                                          | 28.1 (82.6)                                        | 24.4 (75.9)                                        | 19.2 (66.6)                                        | 13.8 (56.8)                                        | 8.9 (48)                                           | 17.0 (62.6)                                        |
| Média baixa °C (°F)                                | 3.5 (38.3)                                         | 4.1 (39.4)                                         | 6.7 (44.1)                                         | 11.2 (52.2)                                        | 15.6 (60.1)                                        | 19.9 (67.8)                                        | 24.3 (75.7)                                        | 25.0 (77)                                          | 21.3 (70.3)                                        | 15.4 (59.7)                                        | 10.2 (50.4)                                        | 5.6 (42.1)                                         | 13.6 (56.5)                                        |
| Recorde baixa °C (°F)                              | −6.0 (21.2)                                        | −8.2 (17.2)                                        | −4.7 (23.5)                                        | −1.4 (29.5)                                        | 1.4 (34.5)                                         | 4.3 (39.7)                                         | 13.8 (56.8)                                        | 15.4 (59.7)                                        | 7.9 (46.2)                                         | 0.4 (32.7)                                         | −2.1 (28.2)                                        | −5.4 (22.3)                                        | −8.2 (17.2)                                        |
| Média precipitação mm (pol.)                       | 68.0 (2.677)                                       | 71.5 (2.815)                                       | 112.5 (4.429)                                      | 116.6 (4.591)                                      | 142.5 (5.61)                                       | 254.8 (10.031)                                     | 277.9 (10.941)                                     | 172.0 (6.772)                                      | 178.4 (7.024)                                      | 73.7 (2.902)                                       | 84.8 (3.339)                                       | 59.8 (2.354)                                       | 1 612,3 (63,476)                                   |
| Queda de neve média cm (pol.)                      | 2 (0.8)                                            | 1 (0.4)                                            | 1 (0.4)                                            | 0 (0)                                              | 0 (0)                                              | 0 (0)                                              | 0 (0)                                              | 0 (0)                                              | 0 (0)                                              | 0 (0)                                              | 0 (0)                                              | 0 (0)                                              | 4 (1.6)                                            |
| Média de dias de precipitação                      | 11.0                                               | 10.1                                               | 12.9                                               | 11.0                                               | 10.7                                               | 12.4                                               | 11.9                                               | 10.4                                               | 10.9                                               | 7.3                                                | 9.7                                                | 10.3                                               | 128.7                                              |
| Média de dias ensolarados                          | 6.9                                                | 4.3                                                | 1.9                                                | 0.0                                                | 0.0                                                | 0.0                                                | 0.0                                                | 0.0                                                | 0.0                                                | 0.0                                                | 0.1                                                | 3.8                                                | 17.1                                               |
| Média umidade relativa (%)                         | 63                                                 | 63                                                 | 65                                                 | 65                                                 | 68                                                 | 74                                                 | 75                                                 | 72                                                 | 73                                                 | 67                                                 | 67                                                 | 64                                                 | 68                                                 |
| Média mensal horas de sol                          | 102.1                                              | 121.0                                              | 149.8                                              | 181.6                                              | 194.6                                              | 149.4                                              | 173.5                                              | 202.1                                              | 162.8                                              | 177.1                                              | 136.3                                              | 116.7                                              | 1 867                                              |
| Fonte:                                             |                                                    |                                                    |                                                    |                                                    |                                                    |                                                    |                                                    |                                                    |                                                    |                                                    |                                                    |                                                    |                                                    |

### Terremotos
Fukuoka não é sísmicamente ativa como muitas outras partes do Japão, mas passa por ocasionais terremotos. O mais poderoso recentemente foi registrado com mínima de 6 e máxima de 7 na escala de intensidade Japonesa às 10:53 da manhã (horário local) em 20 de março de 2005, matando uma pessoa e ferindo mais de 400. O epicentro do terremoto foi no Mar de Genkai junto a uma extensão ainda não descoberta da Falha de Kego que vai até o centro de Fukuoka. A Ilha Genkai, uma parte de Nishu-ku, foi a área mais danificada e quase todos os habitantes da ilha foram forçados a evacuarem. Tremores menores continuaram pelas semanas seguintes enquanto equipes de construção trabalhavam para reconstruir os prédios danificados na cidade. Casas tradicionais Japonesas, particularmente nas áreas de Daimyo e Imaizumi, foram as mais danificadas e muitas foram marcadas para demolição, junto com muitos prédios de apartamentos. Os pagamentos de seguro por danos foram estimados em aproximadamente 15.8 bilhões de ienes.
A Falha de Kego, a principal de Fukuoka, vai do noroeste ao sudeste, quase paralela a linha de trem Nishitetsu Omuta, e foi inicialmente calculada em 22 km de comprimento. É estimado que ela possa produzir terremotos tão fortes quanto a magnitude 7 em seu foco aproximadamente uma vez a cada 15.000 anos. Se seu foco estiver localizado a uma profundidade de 10 km, isto pode ser traduzido como um terremoto de magnitude 6-baixo (similar ao terremoto de 20 de março de 2005) no centro de Fukuoka. A probabilidade de um terremoto na Falha de Kego nos próximos 30 anos era estimada em 0.4% antes do terremoto de março de 2005, mas esta probabilidade foi revisada desde então. De acordo com o Comitê de Investigação de Terremotos, a probabilidade de um grande terremoto dentro de 30 anos está entre 0.3% e 6%, dentro de 50 anos está entre 0.4% e 9%, dentro de 100 anos está entre 0.9% a 20%, e dentro de 300 anos está entre 3% a 40%.
Em 16 de abril de 2016, um série de 100 tremores atingiram a Ilha de Kyushu, o mais forte atingiu 7.3 graus na escala Richter, causando grandes estragos com mortes na cidade de Kumamoto. Em Fukuoka, onde só houve feridos, uma estranha espuma apareceu pelas ruas logo após o tremor, intrigando os moradores. Foi especulado que encanamentos no subsolo tenham sido quebrados durante o terremoto, causando a espuma. Um porta-voz da prefeitura da cidade disse não saber nada sobre o material.

## Bairros

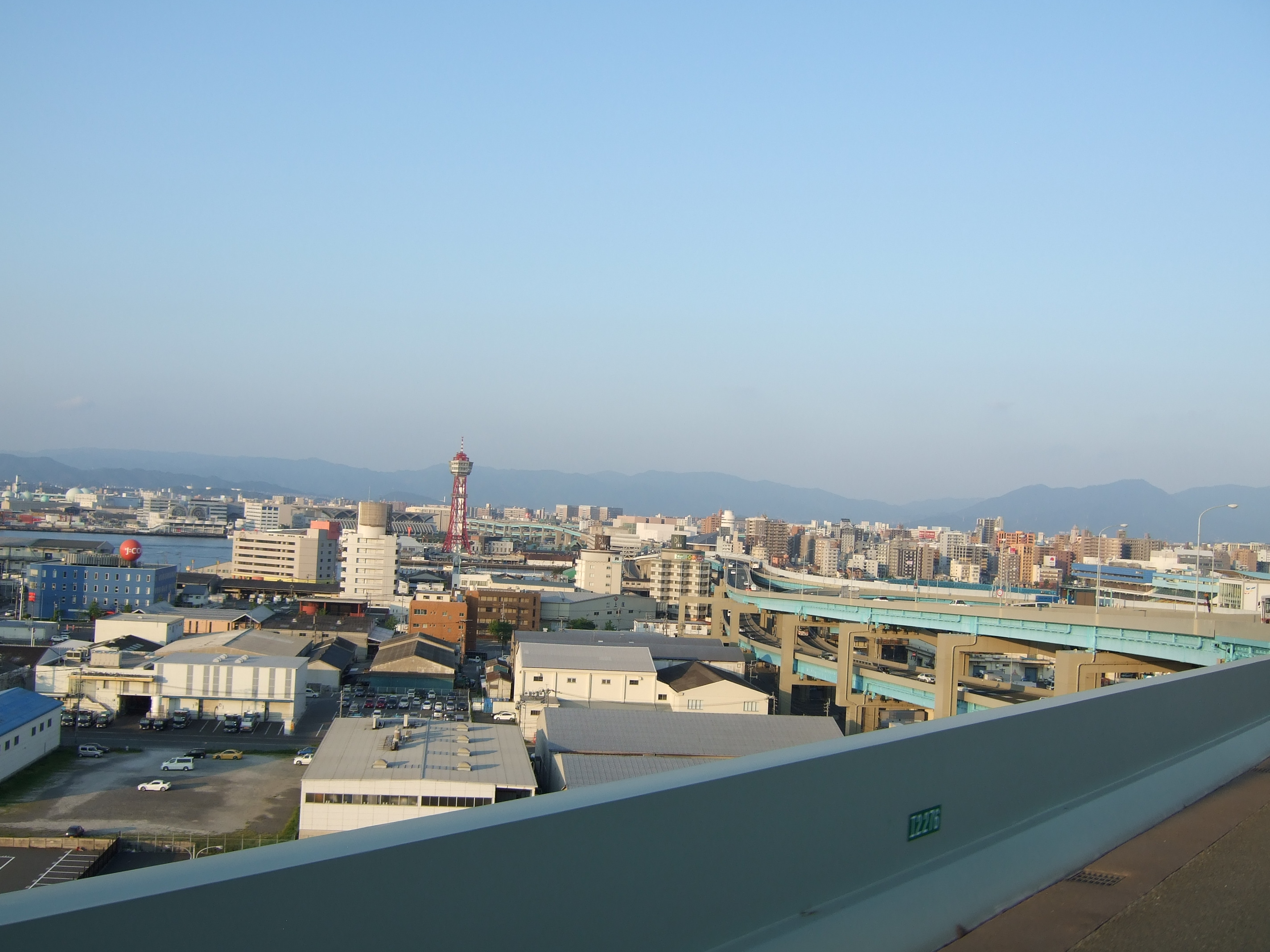
Vista panorâmica da via expressa urbana da área portuária de Hakata

| Fukuoka possui 7 bairros (区, ku): | Bairro  | População            | Área      | Densidade |
|                                    |         | 1 de outubro de 2015 | km²       | por km²   |
| Higashi-ku                         | 306 015 | 66.68                | 4 589.30  |           |
| Hakata-ku                          | 228 441 | 31.47                | 7 259     |           |
| Chūō-ku (centro administrativo)    | 192 668 | 15.16                | 12 708.97 |           |
| Minami-ku                          | 255 797 | 30.98                | 8 278.22  |           |
| Jōnan-ku                           | 130 995 | 16.02                | 8 176.96  |           |
| Sawara-ku                          | 217 877 | 95.88                | 2 272.39  |           |
| Nishi-ku                           | 206 868 | 83.81                | 2 474.20  |           |

## Demografia
Em julho de 2016, a cidade tinha uma população estimada de 1.550.627 e uma densidade populacional de 4.515,64 pessoas por km². A área total é de 340.60 km². Fukuoka é a grande cidade mais jovem do Japão e a que tem o maior crescimento populacional.
Um levantamento do governo feito em 2013 calculou que Fukuoka possui 217 moradores de rua.

## Economia

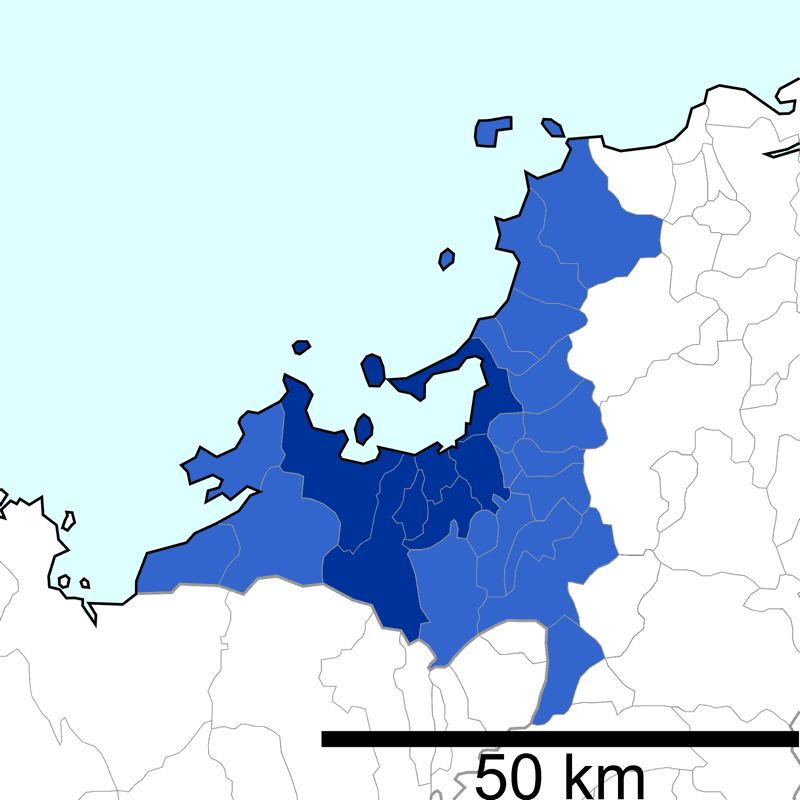
Área Metropolitana de Emprego de Fukuoka

Fukuoka é o centro econômico da região de Kyushu, com uma economia grandemente focada no setor de serviços. A cidade de Fukuoka também é a melhor cidade para startups no Japão e a única zona econômica para startups. Há vário serviços para startups como visto para startup, redução de impostos, e consultas grátis de negócios para startups. A cidade também tem o maior número de aberturas de negócios do país. Há sedes de grandes companhias na cidade, incluindo a Iwataya e a Companhia de Eletricidade de Kyushu. Fukuoka também é o lar de muitas pequenas firmas que fazem um bom papel na logística, TI, e setores de fabricação de alta-tecnologia. O PIB da Grande Fukuoka, a Área Metropolitana de Emprego de Fukuoka, era de US$ 101.6 bilhões em 2010.
Muitas emissoras regionais tem sua sede na cidade, incluindo a Fukuoka Broadcasting Corporation, a Kyushu Asahi Broadcasting, a Love FM, a RKB Mainichi Broadcasting, e a Television Nishinippon Corporation.
O porto de Hakata e o Aeroporto de Fukuoka fazem a cidade um importante centro de transporte regional. Em Fukuoka está a sede da Kyushu Railway Company (JR Kyushu) e da Nishi-Nippon Railroad. A Air Next, uma subsidiária da All Nippon Airways, tem sua sede em Hakata-ku; antes de sua dissolução, a Harlequin Air também tinha sede em Hakata-ku.
Fukuoka tem sua própria bolsa de valores, fundada em 1949. É uma das seis do Japão.

## Cultura

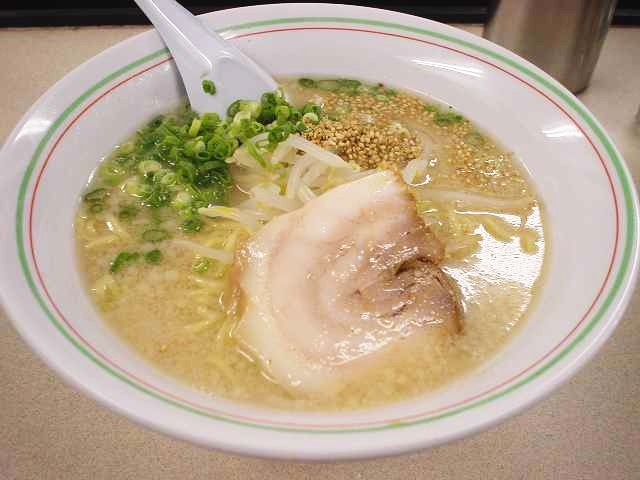
Lámen de Hakata

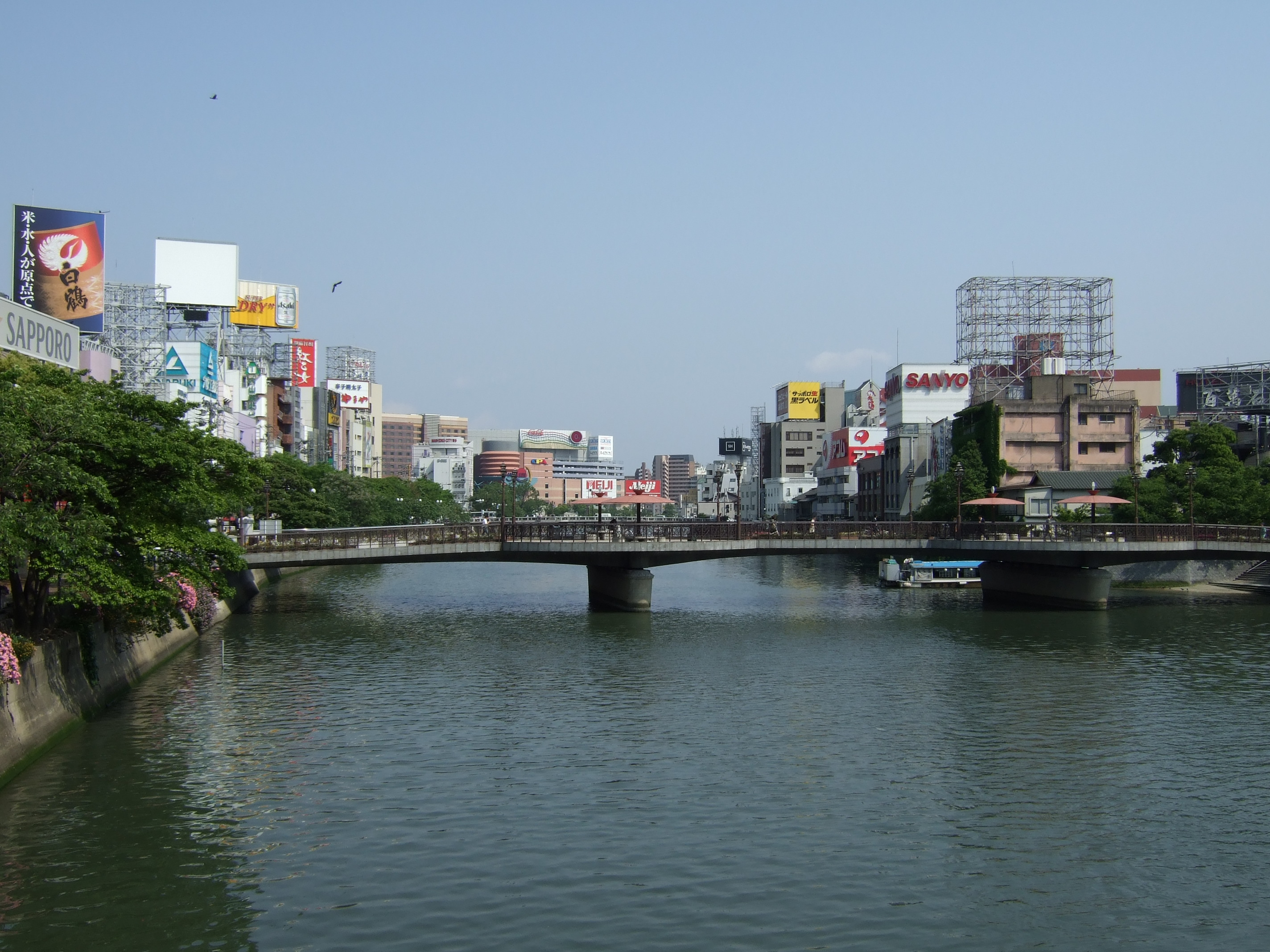
Vista do rio Nakagawa

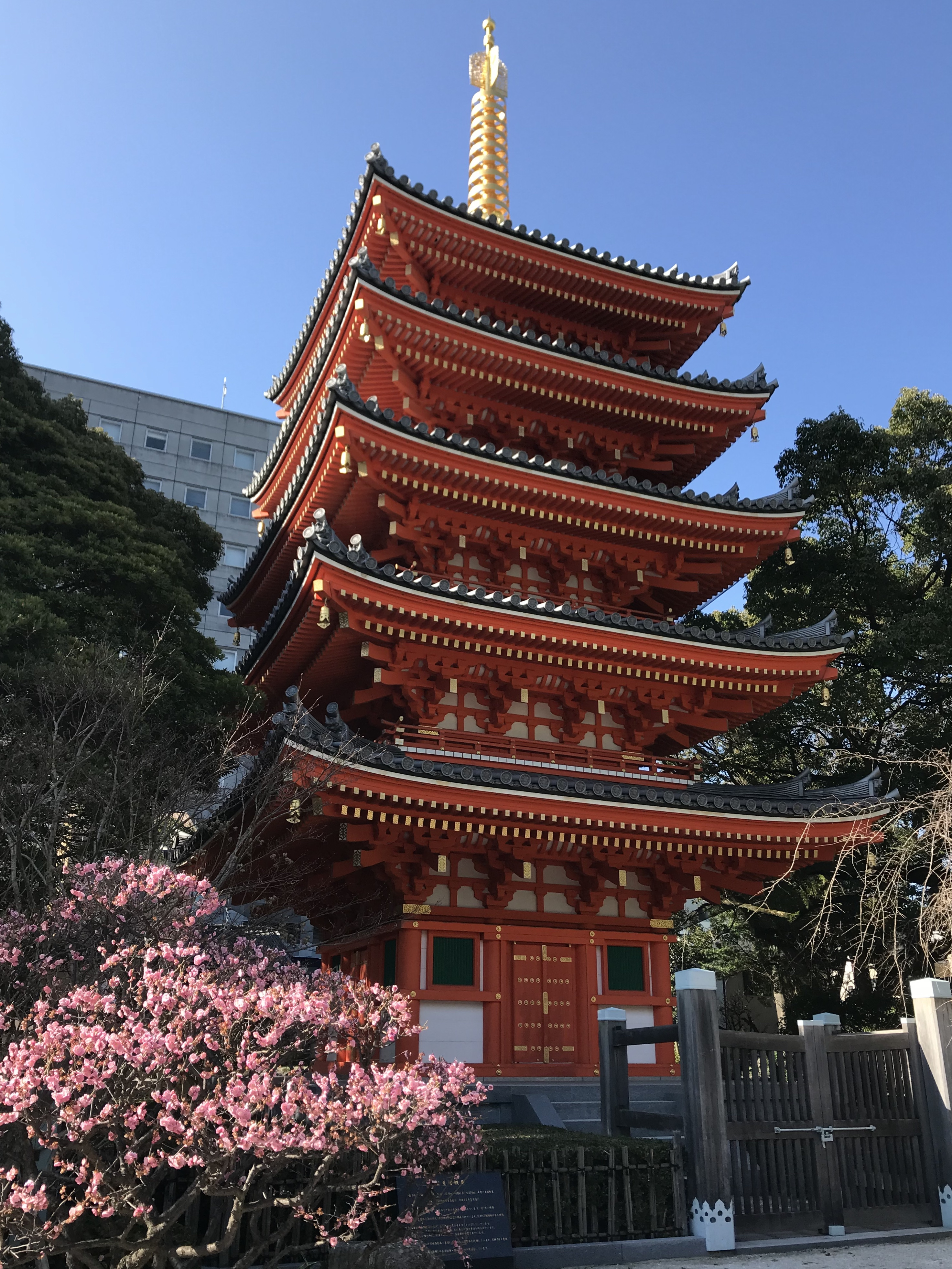
Tochoji

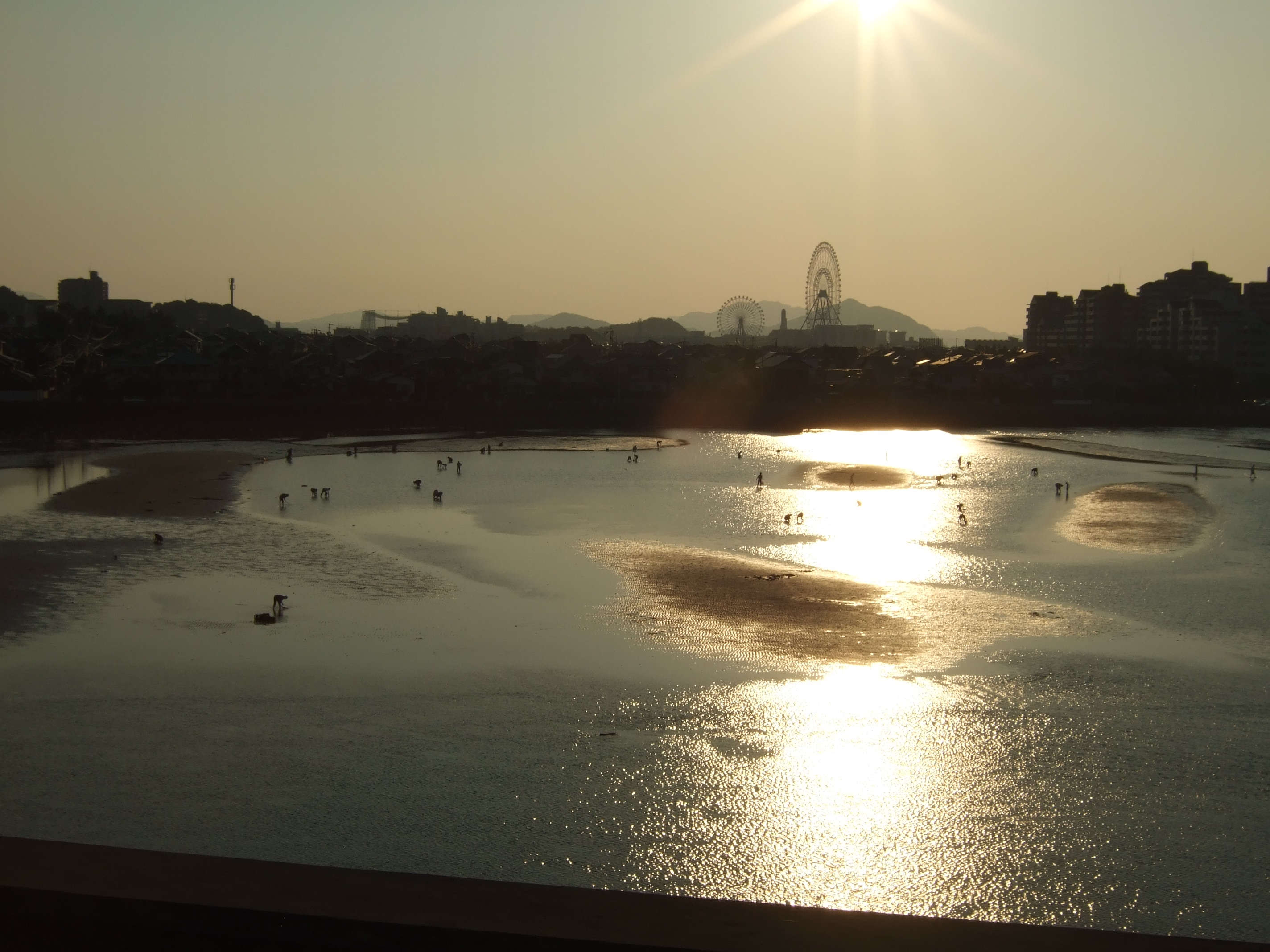
A foz do rio Muromigawa. Algumas pessoas aproveitam a maré baixa para pegar frutos do mar.

Fukuoka foi selecionada como uma das 10 "Cidades Mais Dinâmicas" na edição de julho de 2016 da Newsweek. Foi escolhida por conta de sua localização na Ásia, crescimento no turismo e comércio, e um grande crescimento no movimento de seu porto e aerporto. Fukuoka tem uma cultura diversa e uma grande quantidade de atrações culturais.
Em sua edição de julho/agosto de 2008, a Monocle colocou Fukuoka na posição de número 17 nas "25 melhores cidades para viver". Foi escolhida por seu excelente comércio, comida excepcional, bons transportes, bons museus, "uma sensação de abertura no ar marítimo", espaços verdes e por sua hospitalidade, segurança, limpeza e proximidade com o resto do Leste Asiático.

### Turismo
Fukuoka recebe mais de 2 milhões de visitantes estrangeiros anualmente, com uma grande parte vinda de seus países vizinhos Coreia do Sul e China. No início da década de 2010, Hakata se tornou beneficiada por um crescimento significante de turismo de cruzeiros; particularmente de visitantes Chineses. Depois da expansão e reforma do terminal de passageiros do Porto Internacional de Hakata, o número de cruzeiros que ancoraram lá passou de 400 em 2016.
Quase dez mil estudantes internacionais se matriculam em universidades na Prefeitura de Fukuoka todos os anos. Quase 200 conferências internacionais acontecem todos os anos na cidade.

#### Atrações
A Sky Dream Fukuoka, localizada na parte oeste da cidade, foi uma das maiores roda-gigantes do mundo com uma altura de 120 metros, entretanto foi fechada em setembro de 2009. O Castelo de Fukuoka está localizado nas adjacências do Parque Ohori em Parque Maizuru, lá estão os antigos muros de pedra e barreiras que sobraram após um incêndio devastador durante as revoltas na Restauração Meiji. Estão preservadas ao longo de algumas torres pré-fabricadas de concreto que foram construídas durante as décadas de 1950 e 1960, quando houve uma tendência pelo Japão de reconstruir castelos danificados como atrações turísticas. O Parque Ōhori também é abriga uma das principais galerias de arte de Fukuoka. O Museu Nacional de Kyushu fica em Dazaifu. O Parque Marítimo Uminonakamichi fica no lado norte da Baía de Hakata, nele há um parque de diversões, um jardim zoológico, jardins, praias, um hotel, e um grande aquário.
Para turistas de outras partes do Japão, comidas locais como o mentaiko, o lámen de Hakata e o motsunabe estão associadas com Fukuoka. As Yatai (barracas de rua) servindo lámen podem ser encontradas em Tenjin e Nakasu todas as noites.
Itoshima, no oeste da cidade, se tornou um destino turístico bastante popular. Há muitas praias ao longo da costa, particularmente a praia de Futamigaura, onde há famoso templo xintoísta próximo ao oceano, e a praia de Keya, que sedia o festival anual Sunset Live em setembro. A Torre de Fukuoka fica próxima à praia em Momochi. Na parte interior, há o templo Budista Shingon chamado Raizan Sennyoji, que abriga muitas estátuas Budistas e é um ótimo local para ver a folhagem de outono.

### Festivais

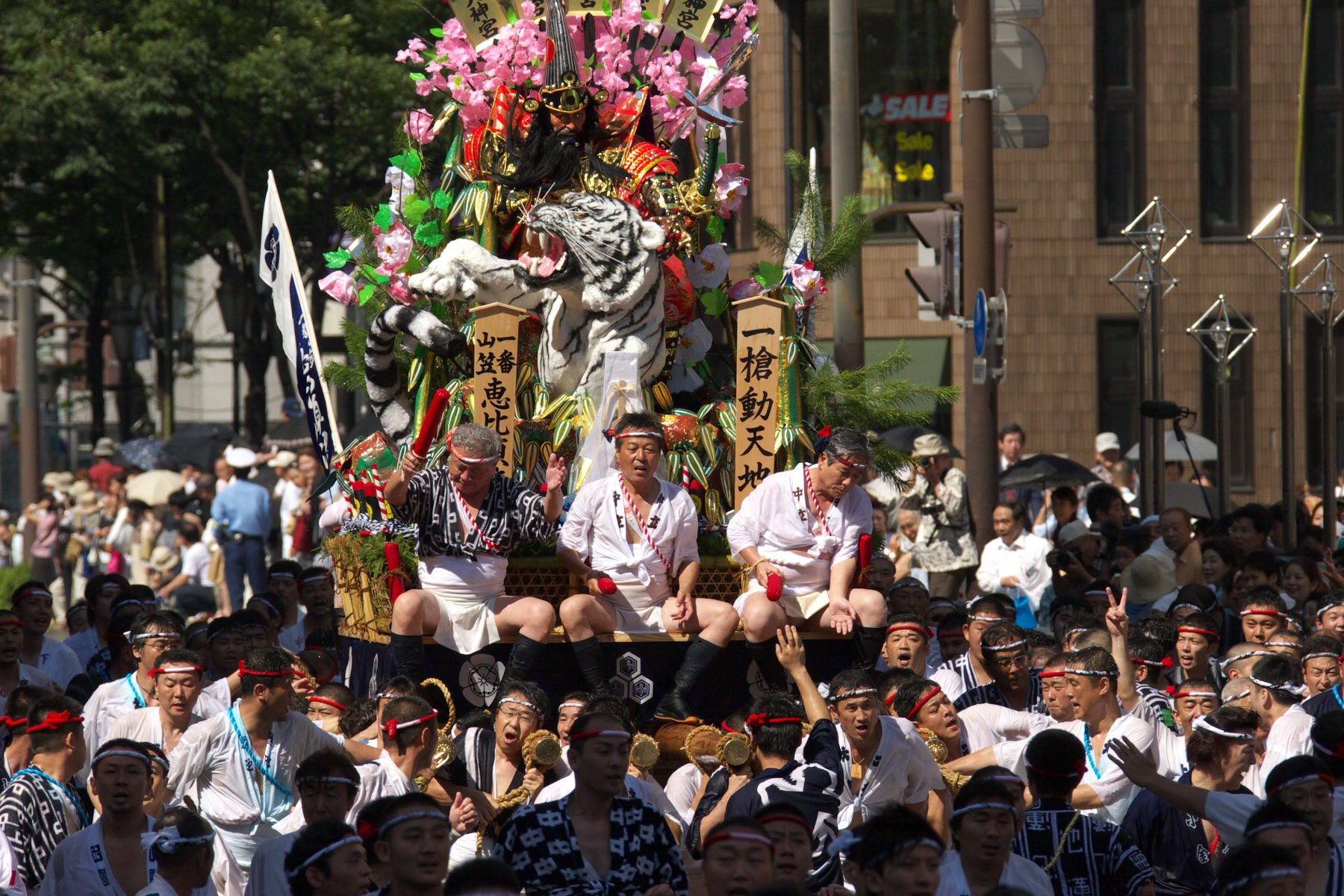
O Hakata Gion Yamakasa

Em Fukuoka acontecem muitos festivais (matsuri) ao longo do ano. Entre eles, os mais famosos são o Hakata Dontaku e o Hakata Gion Yamakasa.

#### Yamakasa
O Yamakasa (山笠), que acontece por duas semanas de julho, é o festival mais antigo de Fukuoka com uma história de mais de 700 anos. Sua origem está em 1241 quando um sacerdote chamado Shioichu Kokushi salvou Hakata de uma terrível praga ao ser carregado pela cidade em um santuário móvel e jogando água. Equipes de homens (mulheres não são permitidas, exceto meninas pequenas), representam os diferentes distritos da cidade, percorrem a rota do sacerdote correndo contra o tempo carregando nos ombros pesadas alegorias. Todos os participantes vestem o shimekomi (chamado de fundoshi em outras partes do Japão).
Todos os dias das duas semanas de festival são marcados por eventos especiais e corridas, culminando na corrida oficial que acontece no amanhecer da última manhã. Dezenas de milhares de pessoas enchem as ruas para animar as equipes. Durante o festival, homens podem ser vistos pela cidade usando vestes happi com o símbolo distintivo de suas equipes e as tradicionais sandálias geta. As roupas são vestidas com orgulho e são consideradas uma vestimenta apropriada até mesmo para ocasiões formais, como casamentos, durante o festival.

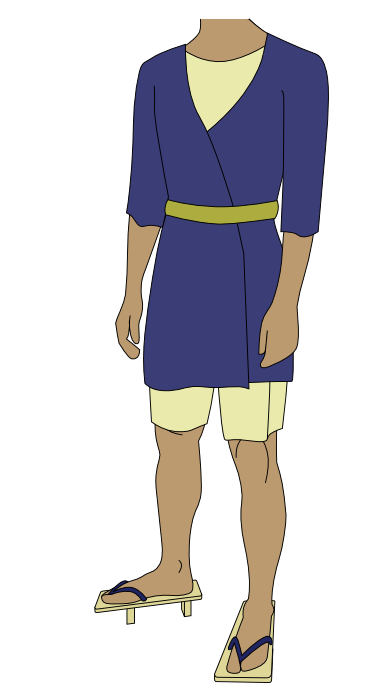
O uniforma usado durante as cerimônias e a preparação.
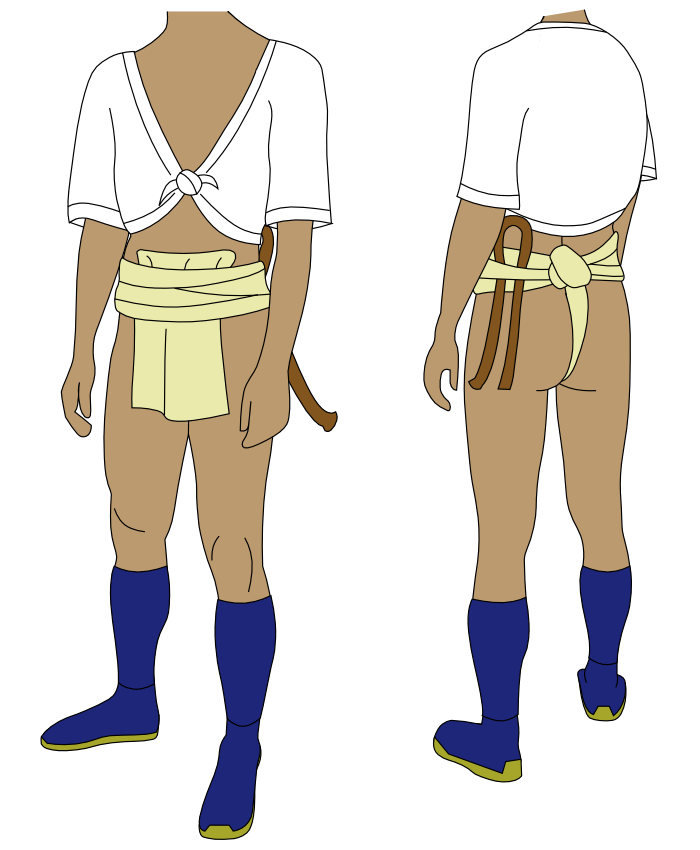
O uniforme usado durante a competição.

#### Hakata Dontaku
O Hakata Dontaku (博多どんたく) acontece em Fukuoka entre os dias 3 e 4 de maio. Com mais de 800 anos de história, o Dontaku recebe mais de 2 milhões de pessoas, fazendo ele o festival com maior número de pessoas durante a Golden Week do Japão. Durante o festival, palcos são erguidos no centro da cidade para performances tradicionais e uma parada de carros alegóricos acontece. O nome completo é Hakata Dontaku Minato Matsuri.
O festival foi parado por sete anos durante a Era Meiji. Desde que foi recomeçado no 12° ano da Era Meiji (1879) é conhecido somente como Hakata Dontaku.

### Música
Grandes nomes do J-Pop incluem Ayumi Hamasaki,[carece de fontes?] a cantora e compositora Ringo Shiina, o duo Chage & Aska, as cantoras e compositoras Eri Nobuchika, Misia e Yui. Durante a década de 1970, músicos locais se orgulhavam de suas origens e tocavam Mentai Rock.
A integrante da sexta geração do Morning Musume Reina Tanaka nasceu lá em 1989[carece de fontes?]. Em 1997 também nasceu na cidade a integrante da nona geração do mesmo grupo Erina Ikuta.
O cantor e compositor Dominicano Juan Luis Guerra presta homenagem a Fukuoka em sua canção "Bachata en Fukuoka" (2010).

## Transportes

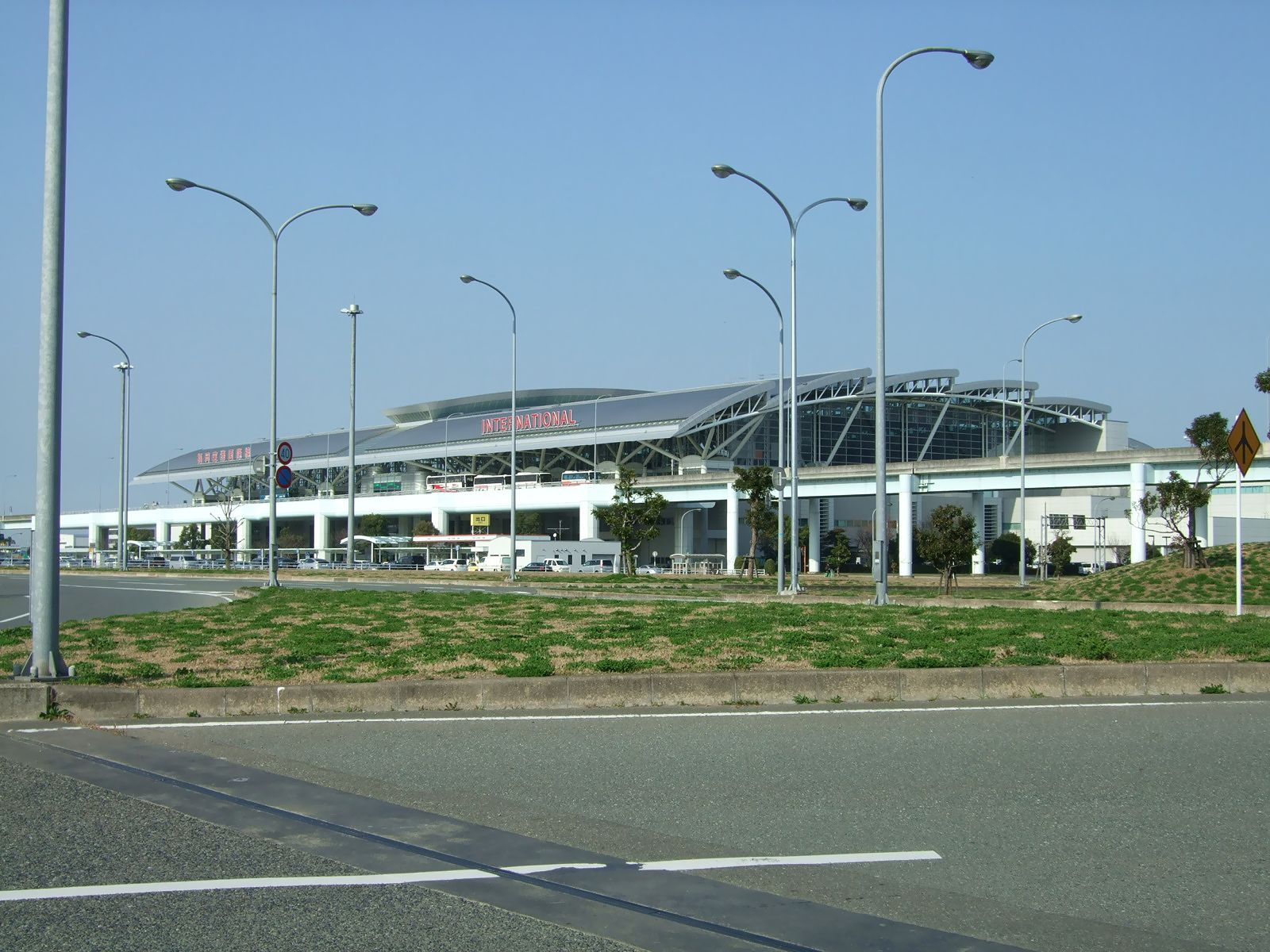
Terminal internacional do Aeroporto de Fukuoka

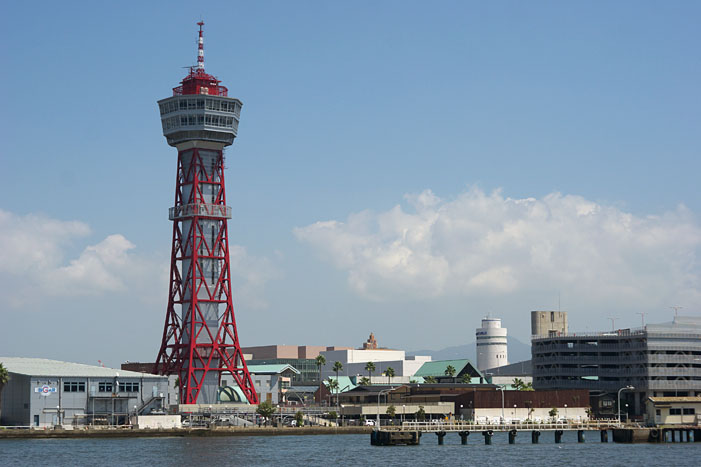
Vista parcial do Porto de Hakata

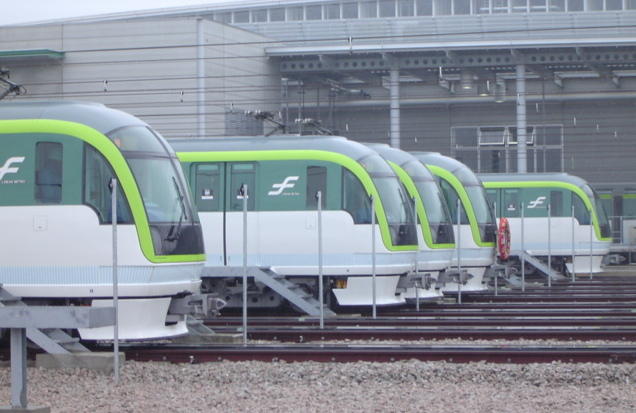
Metrô de Fukuoka, Linha Nanakuma

Fukuoka é servida pelo Aeroporto de Fukuoka, as ferrovias de alta velocidade San'yō Shinkansen e Kyushu Shinkansen e outros trens da JR Kyushu na Estação de Hakata, além do transporte por balsa. A JR Kyushu e uma companhia Coreana operam balsas hidrofólias (chamadas Beetle e Kobee) entre Hakata e Busan, na Coreia do Sul. A cidade possui três linhas de metrô.

## Educação
A cidade de Fukuoka opera todas as escolas públicas do ensino fundamental (Shōgakkō e chūgakkō), enquanto a prefeitura opera as escolas do ensino médio (高等学校 Kōtōgakkō).
Universidades Nacionais
- Universidade Kyushu (九州大学, Kyushu Daigaku)[61]
  - Instituto de Design de Kyushu (九州芸術工科大学, Kyushu Geijutsu Kōka Daigaku) – mesclado com a Universidade Kyushu em outubro de 2003

Universidades Prefeiturais
- Universidade Feminina de Fukuoka (福岡女子大学, Fukuoka Joshi Daigaku)[62]

Universidades Privadas
- Universidade Daichi, Faculdade de Ciências Farmacêuticas (第一薬科大学, Daiichi Yakka Daigaku)[63]
- Instituto de Tecnologia de Fukuoka (福岡工業大学, Fukuoka Kōgyō Daigaku)
- Universidade Fukuoka Jo Gakuin (福岡女学院大学, Fukuoka Jogakuin Daigaku)
- Universidade de Fukuoka (福岡大学, Fukuoka Daigaku)[64]
- Universidade Kyushu Sangyo (九州産業大学, Kyushu Sangyō Daigaku)
- Universidade Nakamura Gakuen (中村学園大学, Nakamura Gakuen Daigaku)
- Universidade Seinan Gakuin] (西南学院大学, Seinan Gakuin Daigaku)

Faculdades
- Faculdade de Ciências da Saúde de Fukuoka (福岡医療短期大学, Fukuoka Iryō Tanki Daigaku)[65]
- Instituto de Tecnologia de Fukuoka, Junior college (福岡工業大学短期大学部|Fukuoka Kōgyō Daigaku Tanki Daigakubu)
- Junshin Junior College (純真短期大学, Junshin Tanki Daigaku)
- Junior College Feminino Koran (香蘭女子短期大学, Kōran Joshi Tanki Daigaku)[66]
- Faculdade de Artes Kyushu Zokei (九州造形短期大学, Kyushu Zōkei Tanki Daigaku)
- Nakamura Gakuen Junior College (中村学園大学短期大学部, Nakamura Gakuen Daigaku Tanki Daigakubu)
- Nishinihon Junior College (西日本短期大学, Nishi Nihon Tanki Daigaku)
- Junior College Feminino Seika (精華女子短期大学, Seika Joshi Tanki Daigaku)[67]

Escolas católicas
- Sophia Fukuoka Junior e Senior High School[68]

## Esportes

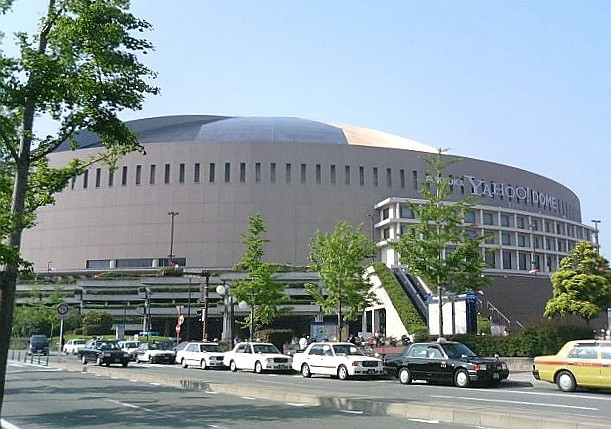
Fukuoka Dome, casa do Fukuoka SoftBank Hawks.

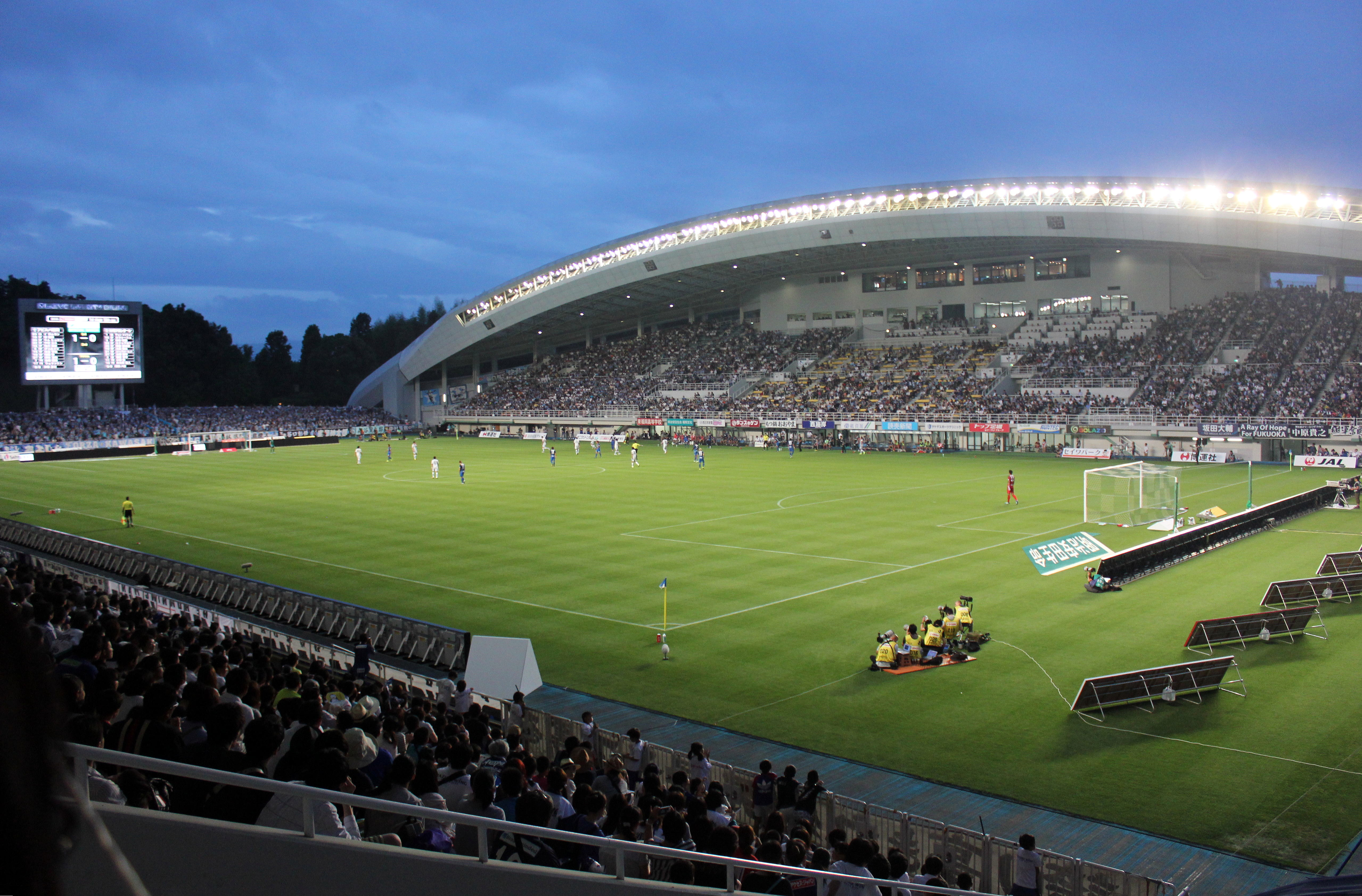
Level5 Stadium, casa do Avispa Fukuoka.

Fukuoka é a casa do Fukuoka SoftBank Hawks, um dos maiores times profissionais de baseball do Japão. Ameaçado com sua falência e forçado por seus credores a se reestruturar, a antiga proprietária Daiei vendeu os Hawks a SoftBank Capital em 2004.
Fukuoka também é a casa de um time de futebol profissional, o Avispa Fukuoka..
Os eventos esportivos anuais incluem:
- O torneio profissional de sumô acontece no Fukuoka Kokusai Center em novembro.[71].
- O Campeonato Internacional Aberto de Maratona de Fukuoka, com largada e chegada no Heiwadai Athletic Stadium, acontece no primeiro domingo de dezembro.[72].

Fukuoka já sediou os seguintes eventos esportivos:
- 1983 - Campeonato Asiático de Voleibol Feminino
- 1995 - Universíada de Verão
- 1997 - Campeonato de Natação Pan-Pacífico.
- 1998 - Campeonato Mundial de Voleibol Feminino[73].
- 1999 - Campeonato Asiático de Basquete
- 2001 - Campeonato Mundial de Esportes Aquáticos
- 2006 - Campeonato Mundial de Cross-Country
- Campeonato Internacional Feminino de Judô de Fukuoka de 1983 a 2006.
- Final do Grand Prix de Patinação Artística no Gelo de 2013–14[74].

### Equipes esportivas
| Equipe                 | Esportes | Liga             | Local                     | Fundação                                                                                  |
| ---------------------- | -------- | ---------------- | ------------------------- | ----------------------------------------------------------------------------------------- |
| Kyuden Voltex          | Rugby    | Top League       | Level-5 Stadium           | 1951                                                                                      |
| Coca-Cola Red Sparks   | Rugby    | Top League       | Sawayaka Sports Park      | 1966                                                                                      |
| Fukuoka SoftBank Hawks | Baseball | Pacific League   | Fukuoka Yahoo! Japan Dome | 1989 (ano da relocação de Osaka como Daiei Hawks, mudado para o nome atual em 2005).      |
| Avispa Fukuoka         | Futebol  | J. League        | Level-5 Stadium           | 1995 (realocado de Fujieda, Shizuoka como Fukuoka Blux, mudado para o nome atual em 1996) |
| Fukuoka J-Anclas       | Futebol  | Nadeshiko League | Level-5 Stadium           | 1986                                                                                      |
| Rizing Fukuoka         | Basquete | bj league        | Accion Fukuoka            | 2007                                                                                      |

## Cidades-irmãs
Fukuoka tem sete cidades-irmãs, que são elas:
- Atlanta, Estados Unidos
- Auckland, Nova Zelândia
- Bordeaux, França
- Busan, Coreia do Sul
- Guangzhou, China
- Ipoh, Malásia
- Oakland, Estados Unidos